# Gmina Karlskoga
Gmina Karlskoga (szw. Karlskoga kommun) – gmina w Szwecji, w regionie Örebro, z siedzibą w Karlskoga.
Pod względem zaludnienia Karlskoga jest 79. gminą w Szwecji. Zamieszkuje ją 30 343 osób, z czego 50,51% to kobiety (15 325) i 49,49% to mężczyźni (15 018). W gminie zameldowanych jest 1083 cudzoziemców. Na każdy kilometr kwadratowy przypada 64,47 mieszkańca. Pod względem wielkości gmina zajmuje 180. miejsce.